# Osmole
L'osmole (symbole : osm ou osmol) est une unité de quantité de matière. Elle désigne une mole de particules effectivement en solution. Elle se distingue de la mole ordinaire du fait qu'une mole de soluté se réfère au soluté non dissous.
Une osmole contient exactement 6,022 140 76 × 1023 particules distinctes et séparées, résultant de la dissolution d’un soluté, y compris les particules résultant d’une dissociation.
Par exemple, une solution à 1 mol/l de NaCl correspond à une osmolarité de 2 osmol/l. Le groupe NaCl est en effet, en solution dans l'eau, entièrement dissocié en un ion Na+ et un ion Cl−, il y a donc deux osmoles pour une mole de NaCl.
Une solution à 1 mol/l de CaCl2 donne une solution à 3 osmol/l : Ca2+ et 2 Cl−.
Ce terme vient du phénomène d'osmose. Mais attention, une osmole n'est pas forcément une particule osmotiquement active (c'est-à-dire capable de provoquer une pression osmotique), cela n'est vrai que lorsque l'on parle d'une membrane hémiperméable (il n'y a que le solvant, l'eau, qui peut passer).
Par exemple pour une membrane biologique, l'urée n'est pas une particule osmotiquement active, mais c'est malgré tout une osmole. D'où la distinction entre osmolarité et osmolarité efficace.